# Синютин
Синю́тин —  село в Україні, у Сосницькій селищній громаді Корюківського району Чернігівської області. До 2017 орган місцевого самоврядування — Пекарівська сільська рада.

## Історія
Поселення юхновської культури. 
Повний список жителів села Синютин приведено в Присяжних книгах 1654 р. Уже тоді була сільська церква. За переписом 1666 р. діяв Сенятинський перевіз і названі озера Сквирень, Кремень, Латин, Місяць. За заповітом архімандрита Іоана Сенютовича на Лавру передано хутір, млин і земля - Сенютовський займ. 
На місці сучасного села на мапах Шуберта 1832 і 1869 рр. позначено х. Петро-Олександрівський (Лисянських), 5 дворів, 17 мешканців у 1892 р. .
Відомі синютинські хутори, які в 1939 р. було зселено в ур. Діброва (76 господарств). 2014р.- 102 жителі.
Кутки – Діброва, Бахирівщина, урочища-Печище, Баринов шпиль, Лойкове озеро.
12 червня 2020 року, відповідно до розпорядження Кабінету Міністрів України № 730-р «Про визначення адміністративних центрів та затвердження територій територіальних громад Чернігівської області», увійшло до складу Сосницької селищної громади.
19 липня 2020 року, в результаті адміністративно-територіальної реформи та ліквідації Сосницького району, увійшло до складу Корюківського району Чернігівської області.

## Населення
Населення села зменшилося із 167 осіб на початку 2000-х до 73  у 2016.

## Географія
Селом протікає річка Валки, права притока Сейму.